# گرانبی (میزوری)
گرانبی (به انگلیسی: Granby) یک شهر در ایالات متحده آمریکا است که در شهرستان نیوتون، میزوری واقع شده‌است. گرانبی ۱۱٫۴۷ کیلومتر مربع مساحت و ۲٬۱۳۴ نفر جمعیت دارد و ۳۴۳ متر بالاتر از سطح دریا واقع شده‌است.